# 高安国世
高安 国世（たかやす くによ、男性、1913年8月11日 - 1984年7月30日）は、日本の歌人、ドイツ文学者、翻訳家。
専門はリルケで、多くの作品を翻訳している。
短歌結社「塔」の創設者。
父高安道成は医師、母やす子はアララギの歌人。
三男高安醇は画家。
伯父に高安月郊。
作曲家・弘田龍太郎はいとこの夫。

## 来歴
大阪府大阪市道修町出身。
母の影響を受けて短歌を志し、アララギに入会、土屋文明に師事。1954年に『塔』を創刊する。
リアリズムに基礎を置きながらも、現実には存在しないものを表現の対象に求めるなど、常に新しい表現を求め続けた。
京都大学短歌会の顧問もつとめ、永田和宏や栗木京子を育てた。

## 略歴
- 旧制甲南高校では、内田義彦、下村正夫と同期。野間宏とも交流を持つ。
- 1934年 アララギ入会。京都帝国大学文学部独文科入学。
- 1937年 京都帝国大学文学部卒業
- 1942年 第三高等学校教授
- 1946年 関西アララギ地方誌「高槻」創刊に参加
- 1949年 京都大学教養部助教授
- 1949年 最初の歌集『真実』（作品発表年次では第二歌集に当たる）刊行
- 1952年 「高槻」を「関西アララギ」と改名。編集者となる。
- 1954年 歌誌「塔」を創刊
- 1957年 ドイツ留学
- 1963年 京都大学教養部教授
- 1970年 「現代歌人集会」を結成、初代理事長に就任
- 1976年 京大定年退官、関西学院大学教授
- 1982年 梅花女子大学教授
- 1983年 第2回京都府文化賞功労賞受賞
- 1984年 『光の春』で第7回現代短歌大賞受賞

## 著書
- 『若き日のために ドイツ文学断想』（七丈書院） 1944
- 『新しき力としての文学』（秋田屋） 1946
- 『物への信頼と意志』（明窗書房） 1948、のち改題『「魔の山」その他』1949
- 『トーマス・マンとリルケ』（アテナ書院） 1949
- 『真実』（関西アララギ会高槻発行所） 1949 - 歌集
- 『Vorfrühling』 1951 - 歌集
- 『年輪』（白玉書房） 1952 - 歌集
- 『リルケ　世界名詩鑑賞』（筑摩書房） 1954
- 『夜の青葉に』（白玉書房） 1955 - 歌集
- 『抒情と現実 今日の短歌明日の短歌』（第二書房） 1956 - 歌論集
- 『砂の上の卓』（白玉書房） 1957 - 歌集
- 『Herbstmond』 1959。ドイツ語訳歌集、西ドイツにて刊行
- 『北極飛行』（白玉書房） 1960 - 歌文集
- 『Ruf der Regenpfeifer』 1961。ドイツ語訳詞華集、西ドイツにて刊行
- 『街上』（白玉書房） 1962 - 歌集
- 『万葉の歌をたずねて』（創元社） 1963
- 『虚像の鳩』（白玉書房） 1968 - 歌集
- 『朝から朝』（白玉書房） 1972 - 歌集
- 『リルケと日本人』（第三文明社、レグルス文庫） 1972
- 『新樹』（白玉書房） 1976 - 歌集
- 『詩と真実』（短歌新聞社） 1976 - 歌論集
- 『カスタニエンの木陰』（構造社出版） 1977 - エッセー集
- 『わがリルケ』（新潮社） 1977 - エッセー集
- 『一瞬の夏』（沖積舎） 1978 - 歌集
- 『短歌への希求』（沖積舎） 1980 - 歌論集
- 『湖に架かる橋』（石川書房） 1981 - 歌集
- 『詩の近代 - ドイツ文学エッセイ』（沖積舎） 1982 - エッセー集
- 『光の春』（短歌新聞社） 1984 - 歌集
- 『高安国世全歌集』（沖積舎） 1987
- 『高安国世アンソロジー』（永田和宏編、青磁社）2009。ISBN 978-4-86198-132-6

## 翻訳
- 『ミュゾットの手紙』（リルケ、甲鳥書林、リルケ書簡集4） 1943
  - 『リルケ書簡集』（養徳社、既刊全4冊、未完結）1950-51、増訂（全2冊、人文書院）1968。各・訳者の一員
- 『落穂拾ひ ドイツ近代詩抄』（臼井書房） 1946
- 『ハイネ抒情詩集』（世界文学社） 1948
- 『バヴァリアの森から』（シュティフタア、養徳社） 1948
  - 改訂『荒野の村 / 森の泉』（岩波文庫） 2011
- 『若き詩人への手紙』（リルケ、養徳社） 1949
- 『キャラバン』（ヴィルヘルム・ハウフ、谷友幸共訳、甲文社出版部） 1949
- 『ドイツの宗教と哲学の歴史』（ハインリッヒ・ハイネ、アテナ書院） 1949
- 『愛の詩集』（ハインリッヒ・ハイネ、弘文堂、アテネ文庫） 1950
- 『マイヤァ抒情詩集』（マイヤァ、岩波文庫） 1951
- 『ロダン』（リルケ）岩波文庫 1941、改版1960。人文書院 1952
- 『若き詩人への手紙 / 若き女性への手紙』（リルケ）、養徳社 1949。新潮文庫 1953、のち改版 1998ほか
- 『最後の人々』（リルケ選集、創元文庫)  1953
- 『オルフォイスのソネット』（リルケ選集、創元文庫） 1954
- 『リルケと共に』（ルー・アルベール・ラザール、野村修共訳、新潮社） 1954
- 『カフカ　現代世界文学全集 7』新潮社 1954
  - 別版（講談社、世界文学全集37） 1967、新編1976
  - 再編『変身 判決 ほか』（講談社 世界文学ライブラリー） 1971 - 短編全12作
    - 『変身 / 判決 / 断食芸人 ほか2編』（講談社文庫） 1978
- 『ハイネ詩集』（ハイネ、彌生書房、世界の詩） 1964
- 『リルケ』（講談社、世界文学全集37） 1967
  - 『リルケ詩集』（講談社文庫） 1977。改訂・岩波文庫 2010
  - 『マルテの手記』（講談社文庫） 1971
- 『リルケの言葉』（彌生書房、人生の知恵） 1969、新装版・1997

## 評伝
- 『高安国世ノート』（水沢遥子、不識書院） 2005
- 『高安国世の手紙』（松村正直、六花書林） 2013